# Uwe Höfferer

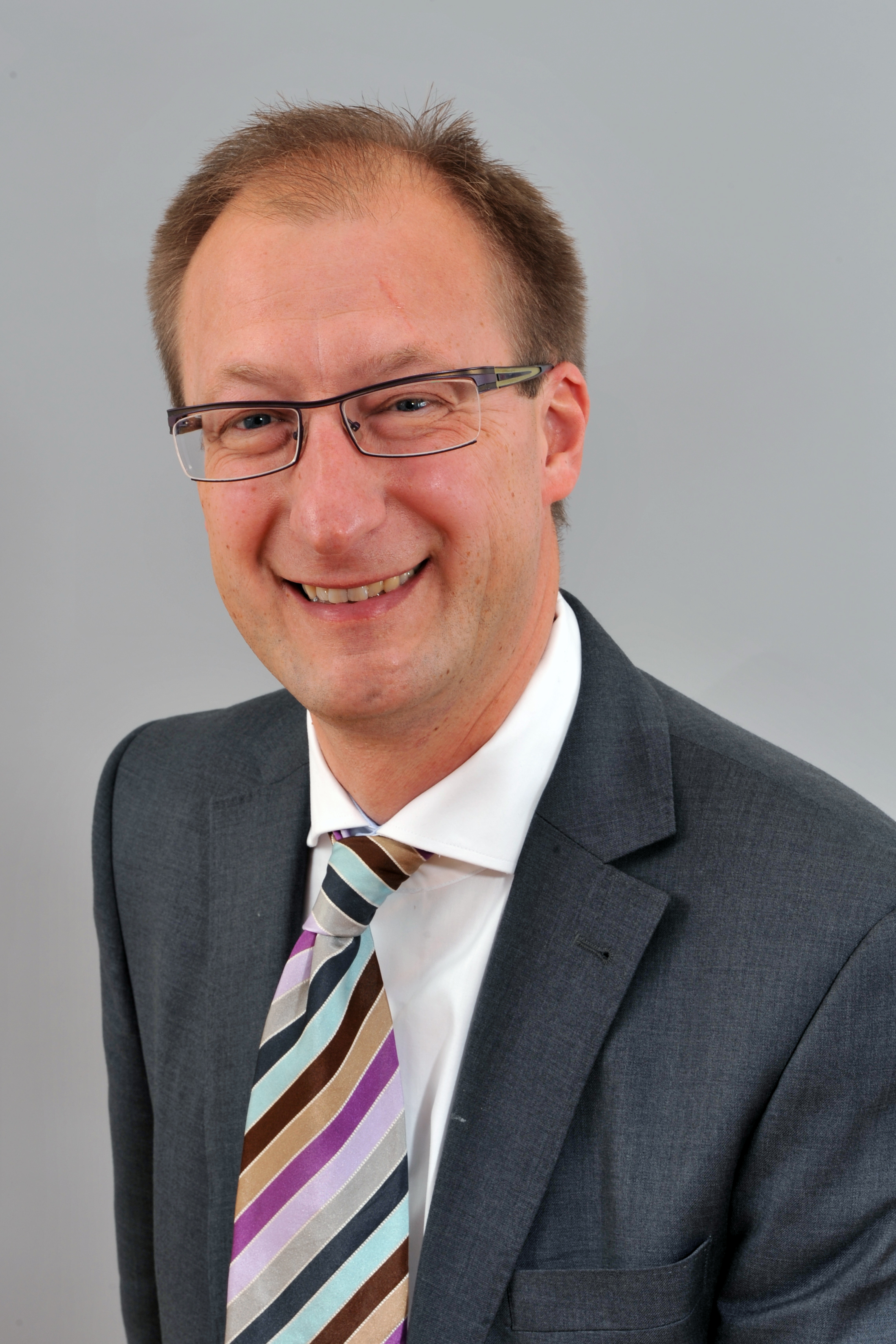
Uwe Höfferer (2012)

Uwe Höfferer (* 6. April 1965 in Salzburg) ist ein österreichischer Politiker (SPÖ) und SPÖ-Landesgeschäftsführer. Er war von 2012 bis 2013 Abgeordneter zum Salzburger Landtag.

## Ausbildung und Beruf
Höfferer legte zunächst die Matura ab und studierte in der Folge Publizistik und Politikwissenschaft an der Universität Salzburg. Er trat 1992 in den Dienst der Medienabteilung der Salzburger Arbeiterkammer und wechselte 1999 in das Büro des damaligen Arbeiterkammerpräsidenten Alexander Böhm. Danach war er vom 1. Juli 2003 bis zum Ende des Jahres 2006 Büroleiter des Arbeiterkammerpräsidenten Siegfried Pichler. Anfang 2007 übernahm Höfferer nach dem Tod von Martin Apeltauer auf Vorschlag von Landeshauptfrau Gabi Burgstaller die Funktion des Landesgeschäftsführer der Salzburger Sozialdemokraten und führte die SPÖ Salzburg in der Folge durch mehrere Wahlkämpfe, wobei die SPÖ bei der Landtagswahl 2009 ihre Position als stimmenstärkste Partei verteidigen konnte.
Höfferer hat mit seiner Lebensgefährtin eine Tochter.

## Politik
Höfferer folgte am 3. Oktober 2012 Walter Steidl als Abgeordneter zum Landtag nach, nachdem Steidl als Landesrat in die Salzburger Landesregierung gewählt worden war. Er übernahm innerhalb des SPÖ-Landtagsklubs die Funktion des Bereichssprechers für Arbeitsmarkt, Sport, Demokratie & Verfassung und Konsumentenschutz und wurde zum Mitglied im Ausschuss für Wirtschaft und Energie, im Finanzüberwachungsausschuss sowie im Bildungs-. Schul-, Sport- und Kulturausschuss gewählt. Als politische Anliegen nennt Höfferer möglichst gleiche Startchancen für alle Kinder und Jugendliche durch den Gratis-Kindergarten und die Ganztagsschule sowie die Weiterentwicklung der parlamentarischen Demokratie durch den Ausbau der direkten Demokratie und ein stärkeres Persönlichkeitswahlrecht.